# Франсуа де Номе
Франсуа де Номе (фр. François de Nomé; 1593 — после 1623) — французский художник эпохи барокко, работавший под коллективным псевдонимом Монсу Дезидерио.

## Биография
Родился в 1593 году (по другим данным в 1588 году) в городе Мец, Лотарингия, Франция.
После 1602 года переехал в Рим, где работал в мастерской Balthasar Lawars (1578—1645) примерно до 1610 года, после чего переехал в Неаполь. Он женился в 1613 году, и его возраст был указан 20 лет. В Неаполе Франсуа де Номе работал под псевдонимом Монсу Дезидерио, который включал другого художника — Дидье Барра. По некоторым данным с ними работал ещё один безымянный художник.
Художники прославились изображением руин, фантастических городов и сновиденных сооружений, которые привлекли позже внимание сюрреалистов (Бретон, Кайуа). Жанр картин был близок к ведуте.
Умер после 1623 года в Неаполе, Италия.

Некоторые работы
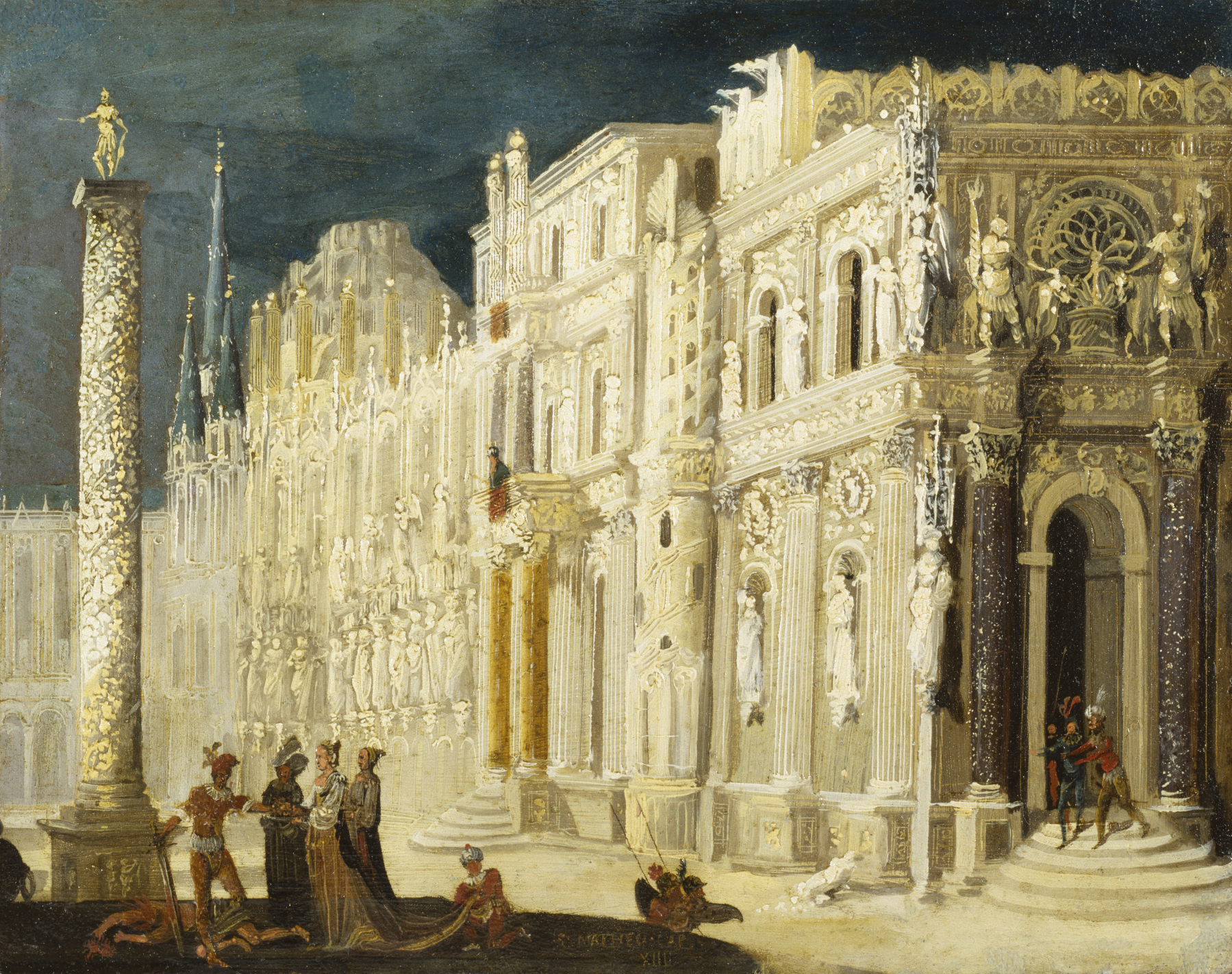
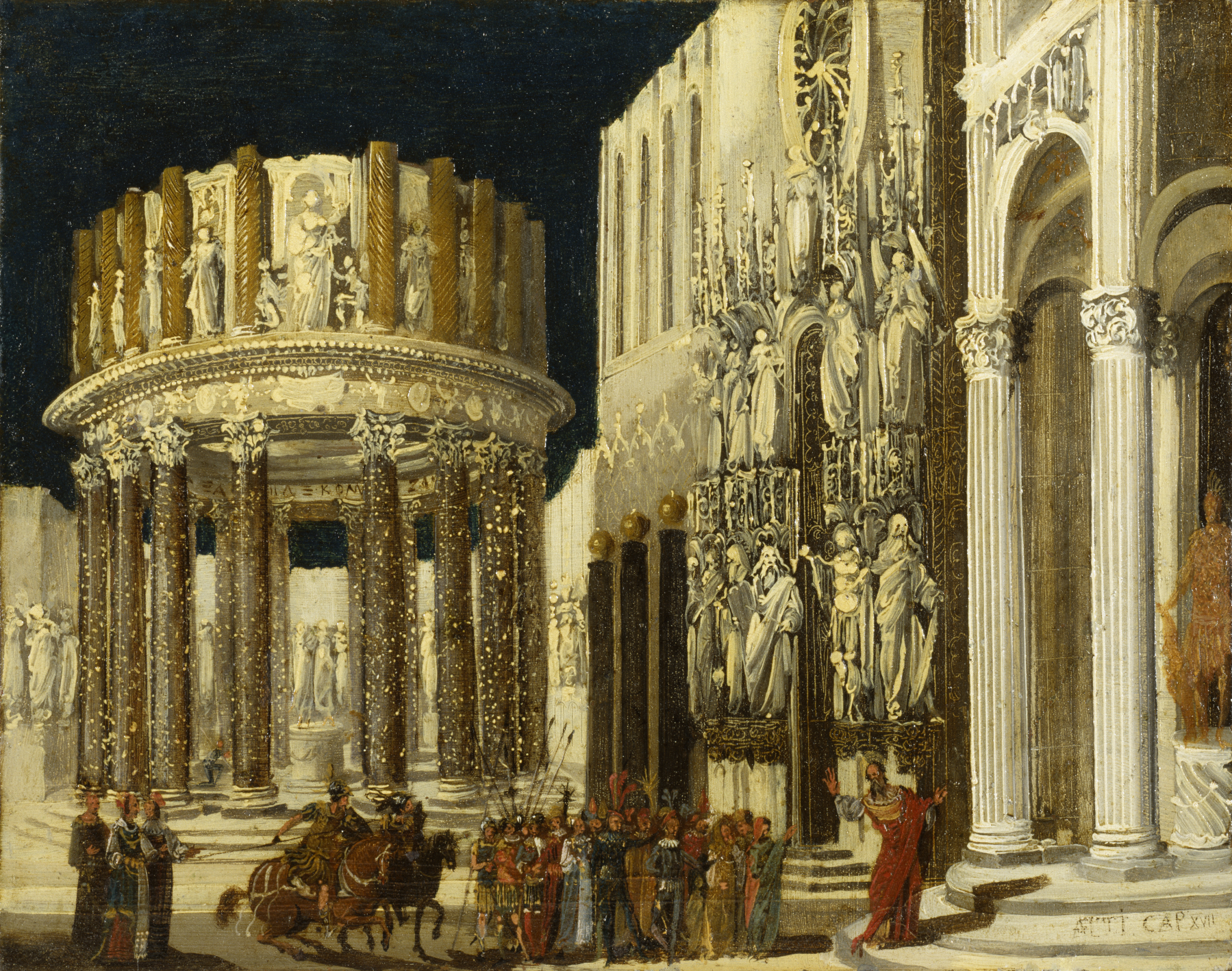
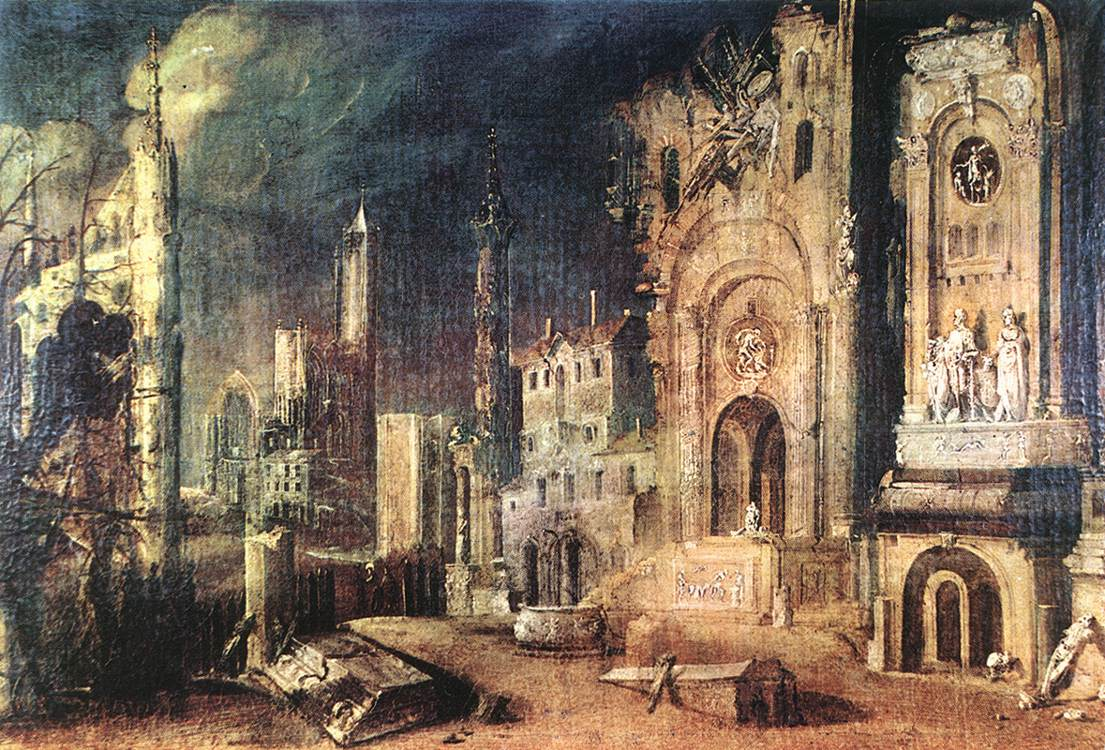